# 城市新区
城市新区是一般指在城市规划中有别于原有市中心区而言的新开发区域。在中國大陸，中央或各省市将因应经济发展需要设立的经济功能区称为“新区”，由中央或各省市派出“管理委员会”对新区所在的县市或乡镇进行管辖，拥有更大的自主管理权限，实质上具备了行政区的职能，按行政级别分为副省级编制（国家级新区）、正厅级或副厅级编制（省级新区）、正处级或副处级编制（市级新区）。在香港，新區一般指新發展區域，早年更是徙置區的俗稱。

## 中国大陆的成建制新区

### 上海市
- 浦东新区（副省级）

### 天津市
- 滨海新区（副省级）

### 重庆市
- 两江新区（副省级）

### 河北省
- 雄安新区（副省级）
- 石家庄正定新区（副厅级）
- 邯郸冀南新区（副厅级）
- 沧州渤海新区（副厅级）
- 衡水滨湖新区（副厅级）
- 秦皇岛北戴河新区（正处级）

### 辽宁省
- 大连金普新区（正厅级）
- 沈抚新区（副厅级）
- 沈阳沈北新区（副厅级）

### 内蒙古自治区
- 呼和浩特和林格尔新区（副厅级）

### 吉林省
- 长春新区（正厅级）
- 梅河新区（正厅级）
- 延龙图新区（副厅级）

### 黑龙江省
- 哈尔滨新区（副省级）

### 山东省
- 青岛西海岸新区（副省级）
- 威海南海新区（副处级）

### 江苏省
- 南京江北新区（副厅级）
- 镇江新区（副厅级）
- 连云港徐圩新区（副厅级）
- 宿迁洋河新区（正处级）
- 宿迁湖滨新区（副处级）

### 浙江省
- 舟山群岛新区（正厅级）
- 杭州钱塘新区（副厅级）
- 宁波前湾新区（副厅级）
- 湖州南太湖新区（副厅级）
- 绍兴滨海新区（副厅级）
- 金华金义新区（副厅级）
- 台州台州湾新区（副厅级）

### 安徽省
- 合肥滨湖新区（副厅级）

### 福建省
- 福州新区（正厅级）

### 江西省
- 赣江新区（正厅级）
- 南昌红谷滩新区（副厅级）
- 宜春宜阳新区（正处级）
- 鹰潭信江新区（正处级）
- 吉安庐陵新区（正处级）
- 赣州蓉江新区（正处级）
- 抚州东临新区（正处级）
- 九江八里湖新区（副处级）

### 河南省
- 郑汴新区（副厅级）
- 信阳羊山新区（副处级）

### 湖北省
- 襄阳东津新区（副厅级）

### 湖南省
- 湘江新区（副厅级）

### 广东省
- 广州南沙新区（正厅级）
- 深圳大鹏新区（副厅级）
- 珠海横琴新区（副厅级）
- 东莞滨海湾新区（副厅级）
- 江门高新区 (副厅级)
- 肇庆新区（副厅级）
- 江门滨江新区 (正处级)
- 茂名滨海新区（副厅级）
- 揭阳滨海新区（副厅级）[1]
- 河源江东新区（正处级）

### 海南省
- 海口江东新区（副厅级）

### 四川省
- 天府新区（正厅级）
- 东部新区（正厅级）
- 宜宾三江新区（副厅级）

### 贵州省
- 贵安新区（正厅级）

### 云南省
- 滇中新区（正厅级）

### 陕西省
- 西咸新区（正厅级）

### 甘肃省
- 兰州新区（正厅级）

### 青海省
- 海东河湟新区（副厅级）

### 广西壮族自治区
- 南宁五象新区（副厅级）
- 桂林临桂新区（副厅级）
- 柳州柳东新区（副厅级）
- 梧州苍海新区（正处级）

### 西藏自治区
- 拉萨柳梧新区（副厅级）

### 宁夏回族自治区
- 银川滨河新区（正厅级）